# المنطقة البيئية الصحراوية
المنطقة البيئية الصحراوية ، كما حددها الصندوق العالمي للطبيعة، وهي صحراء تغطي غالب المناطق الواقعة في شمال أفريقيا، بين خطي عرض 18 درجة شمالاً و 30 درجة شمالاً. والتي تغطي الجزء الشمالي من القارة الأفريقية على مساحة تقدر ب4,619,260 كيلومتر مربع (1,783,510 ميل2).
تعدالمنطقة البيئية الصحراوية واحدة من أكثر المناطق جفافاً وسخونة في العالم ، حيث يزيد متوسط درجة الحرارة أحيانًا عن 30 درجة مئوية (86 درجة فهرنهايت) ومتوسط درجات الحرارة المرتفعة في الصيف تصل إلى ما يزيد عن 40 درجة مئوية (104 درجة فهرنهايت)، ويمكن أن ترتفع إلى 47 درجة مئوية (117 درجة فهرنهايت). في الجبال الصخرية الصحراوية مثل تيبيستي في ليبيا أو الهقار في الجزائر ، ويكون متوسط الارتفاعات في الصيف معتدلًا قليلاً ويتراوح بين 35 و 42 درجة مئوية (95 و 108 درجة فهرنهايت) عند 1000 إلى 1500 متر (3300 إلى 4900 قدم) الارتفاع.

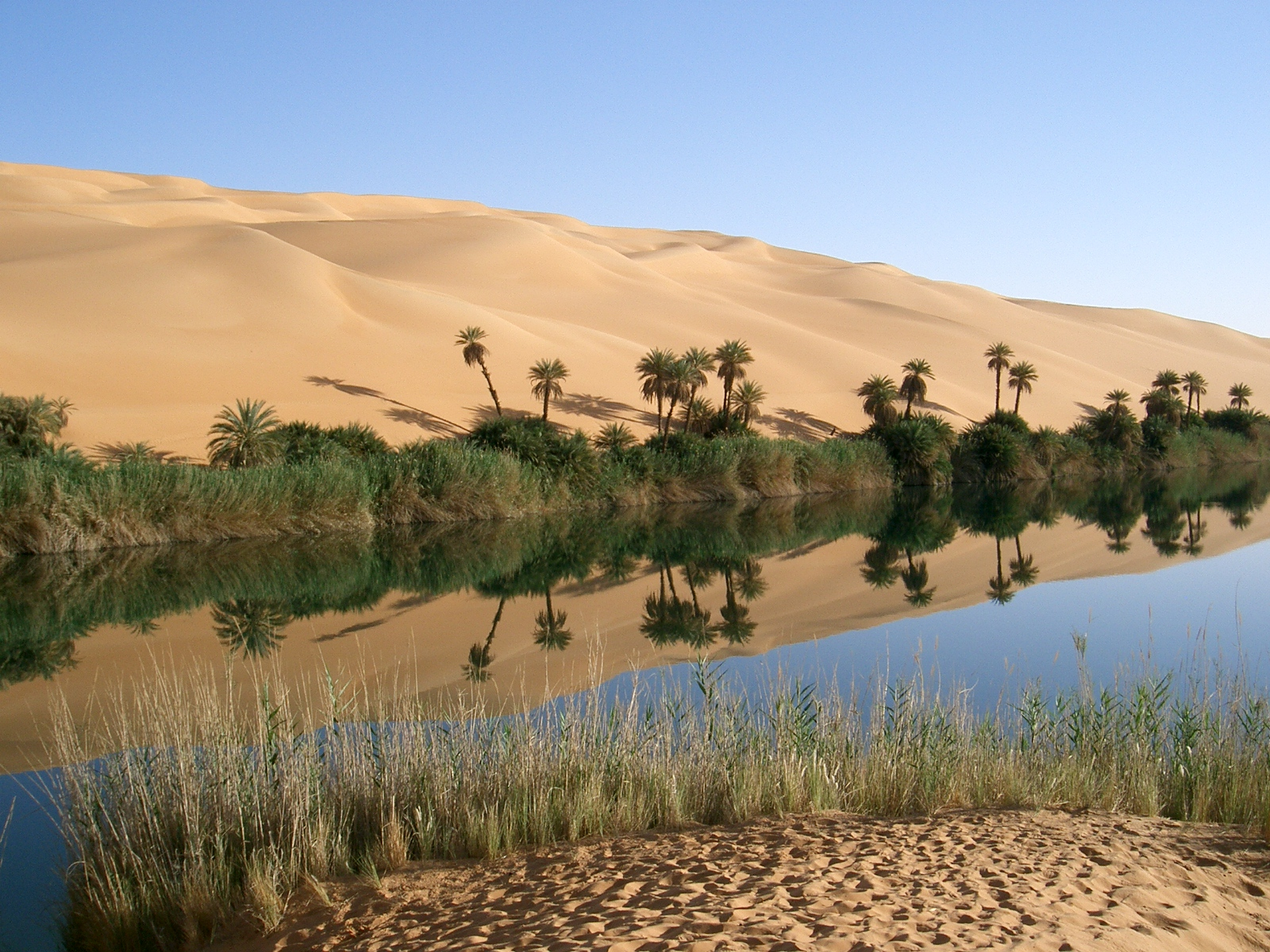
واحة أوباري في ليبيا

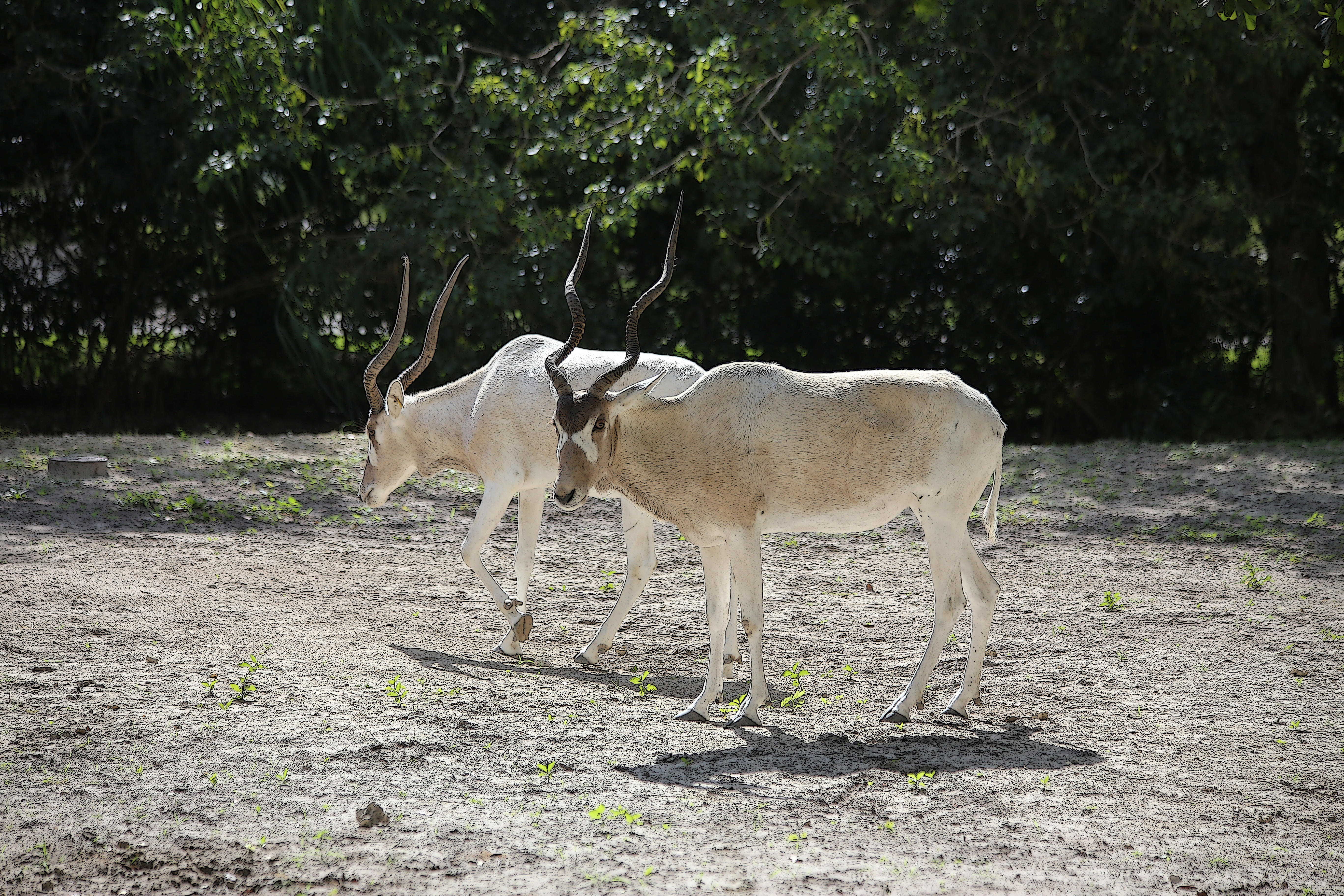
أداكسيس ترعى في منطقة مهجورة